# Elizabeth Bisland
Elizabeth Bisland Wetmore (11 de febrero de 1861 – 6 de enero de 1929) fue una periodista y escritora estadounidense, probablemente más conocida por su carrera alrededor del mundo contra Nellie Bly en 1889-1890, que acaparó la atención mundial.

## Primeros años
Bisland nació en la plantación de Fairfax, Parroquia de St. Mary, Luisiana, el 11 de febrero de 1861. Durante la Guerra de Secesión, la familia huyó de la mansión antes de la Batalla de Fort Bisland. La vida fue difícil cuando regresaron, y cuando tenía doce años la familia se mudó a Natchez, Luisiana (ahora en Misisipi), donde se encontraba la casa familiar que había heredado su padre. Comenzó su carrera de escritora en la adolescencia, mandando poesía al New Orleans Times Democrat utilizando el seudónimo B.L.R. Dane. Una vez su actividad como escritora fue revelada a su familia y al editor del periódico, fue pagada por su trabajo, y enseguida se fue a Nueva Orleans para trabajar para el periódico. Alrededor de 1887, Bisland se mudó a la ciudad de Nueva York y consiguió su primer trabajo para el periódico The Sun. Para 1889 trabajaba para un buen número de publicaciones, incluyendo el New York World. Entre otras publicaciones, más tarde se convirtió en editora en la revista Cosmopolitan y también contribuyó al Atlantic Monthly y al North American Review.

## Viaje alrededor del mundo

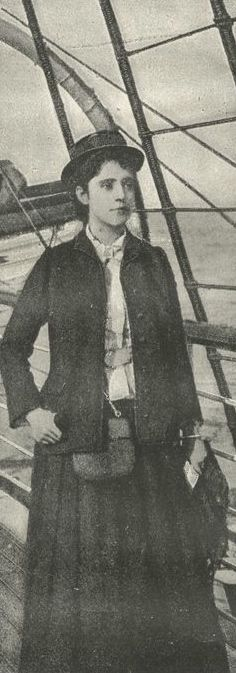
Elizabeth Bisland en la cubierta de un barco durante su carrera alrededor del mundo contra Nellie Bly.

En noviembre de 1889, el New York World anunció que enviaría a su reportera Nellie Bly alrededor del mundo, en un intento de batir el viaje ficticio de 80 días de Phileas Fogg en la novela La vuelta al mundo en 80 días de Julio Verne. Inspirado por esta oportunidad publicitaria, John Brisben Walker, que había adquirido recientemente el aún joven (tres años) y aún creciente Cosmopolitan, decidió mandar a Bisland en un viaje propio. Seis horas después de ser reclutada para la aventura, Bisland salió desde el oeste de Nueva York. Entretanto, Bly se marchó en un barco de vapor rumbo a Europa, ambas el mismo día — el 14 de noviembre de 1889. Ambos viajes fueron ávidamente seguidos por el público, aunque Bly, patrocinada por el más sensacionalista y popular New York World (que mayoritariamente ignoraba a Bisland), parecía conseguir más atención que Bisland y el refinado Cosmopolitan, que solo publicaba mensualmente.
Bly, luchando contra el plazo de 80 días, desconocía la competición hasta que llegó a Hong Kong el 24 de diciembre. Allí, un oficial de la Occidental & Oriental Steamship Company le dijo que iba a ser batida, declarando que Bisland había pasado por allí hacía tres días.
Finalmente, aun así, Bly triunfó sobre Bisland. Fundamentalmente, mientras estaba en Inglaterra, le dijeron a Bisland (y aparentemente se lo creyó) que había perdido su barco, el veloz barco de vapor alemán Ems, que salía de Southampton, incluso aunque su editor había sobornado a la compañía de navíos para retrasar su salida. Se desconoce si fue engañada intencionadamente. Fue así forzada a abordar el lento Bothnia el 18 de enero, que salía de Queenstown (Cobh), Irlanda, lo que aseguraba que Bly prevalecería. Bly, entretanto, corría a través de Estados Unidos en un tren especialmente fletado para completar su viaje, y llegó a su punto de destino final en Nueva Jersey el 25 de enero de 1890, a las 3:51 p. m., con un tiempo de viaje total de 72 días, 6 horas y 11 minutos (se mantuvo un control preciso del tiempo, pues el World sacó un concurso entre sus lectores para adivinar el momento exacto en el que llegaría). El barco de Bisland no llegó a Nueva York hasta el 30 de enero, así que completó su viaje en 76 1⁄2 días, también por delante del registro ficticio de Fogg.
Bisland escribió una serie de artículos para el Cosmopolitan sobre su viaje, posteriormente publicando un libro, En siete etapas: Un viaje volando alrededor del Mundo (1891).

## Carrera posterior y vida personal
El estilo de Bisland era de una naturaleza más literaria de lo que su participación en la carrera alrededor del mundo podría indicar, y sus artículos eran un claro contraste con el estilo más "de capa y espada" de Bly sobre su viaje. De hecho, su necrológica de 1929 del New York Times incluso olvida mencionar el viaje, y ella centró su redacción en temas más serios después de la "carrera". En 1906 publicó el bien recibido La vida y cartas de Lafcadio Hearn, al que había conocido cuando ambos vivían en Nueva Orleans en la década de 1880. El último libro de Bisland, Tres hombres sensatos del Este (1930), fue publicado póstumamente.
Bisland se casó con el abogado Charles Whitman Wetmore en 1891, aunque continuó publicando libros con su nombre de soltera. La pareja construyó una conocida residencia de verano llamada Applegarth en la costa norte de Long Island en 1892.
Bisland falleció por una neumonía cerca de Charlottesville, Virginia, el 6 de enero de 1929, y fue enterrada en el Cementerio Woodlawn en el Bronx, en la ciudad de Nueva York, casualmente en el mismo cementerio que Bly, que también había fallecido de neumonía en 1922.

## Obras selectas
- En siete etapas: Un viaje volando alrededor del Mundo, Nueva York: Harper and Brothers (1891).
- La vida secreta: siendo el libro de un herético (1906).
- La vida y cartas de Lafcadio Hearn (1906).
- Tres hombres sensatos del Este (1930).

## Otras lecturas
Aunque Bisland es menos recordada que Bly, la carrera entre las dos ha sido el tema de dos trabajos de ficción:
- Goodman, Matthew (octubre de 2013). "La carrera de Elizabeth Bisland alrededor del Mundo". Public Domain Review.
- Marks, Jason. Alrededor del Mundo en 72 Días: La carrera entre Nellie Bly del Pulitzer y Elizabeth Bisland del Cosmopolitan. Gemittarius Press, 1993. ISBN 978-0-9633696-2-8.